# Xestia haematodes
Xestia haematodes là một loài bướm đêm trong họ Noctuidae.